# Teofano d'Atene
Teofano d'Atene (in greco Θεοφανώ?; ... – 811) fu l'imperatrice consorte di Stauracio dell'Impero bizantino. Secondo la cronaca di Teofane Confessore, Teofano era parente di Irene (regnante nel 797-802). Entrambe le donne erano originarie di Atene, ma non si conosce la natura della loro relazione reciproca.
Il 20 dicembre 807 Teofano sposò Stauracio. La data del loro matrimonio è stata registrata da Teofane. Stauracio era l'unico figlio noto di Niceforo I. Era co-imperatore con il padre dall'803. Teofano era stata promessa in sposa a un altro uomo, ma partecipò alla cerimonia imperiale della Sfilata delle spose. Forse fu scelta per legittimare il legame della nuova dinastia con il suo predecessore.
Si presume che il suocero fosse già vedovo quando fu elevato al trono. In assenza di un'imperatrice anziana, Teofano fu l'unica imperatrice durante il suo regno.
Il 26 luglio 811, Niceforo fu ucciso mentre combatteva contro Krum di Bulgaria nella battaglia di Pliska. Gran parte dell'esercito bizantino fu annientato con lui e la battaglia è considerata una delle peggiori sconfitte della storia bizantina. Tra i pochi sopravvissuti c'era Stauracio, che gli succedette come imperatore.
Stauracio non era uscito indenne dal campo di battaglia. Una ferita di spada vicino al collo lo aveva lasciato paralizzato. I membri della guardia imperiale erano riusciti a trasferirlo ad Adrianopoli, ma non si era mai ripreso completamente dalle ferite. La questione della successione di Stauracio fu ritenuta urgente e a corte emersero due fazioni. Una era incentrata su Teofano, moglie dell'imperatore, che avrebbe cercato di succedere al marito. L'altra era incentrata sulla sorella Procopia, che intendeva porre sul trono il marito Michele I Rangabe.
Sembra che Stauracio stesse per scegliere Teofano come suo successore. La possibilità di una seconda imperatrice regnante così presto dopo Irene sembra aver spinto la nobiltà a sostenere Michele e Procopia. Altri fattori erano la guerra in corso con Krum e i negoziati con Carlo Magno sulla legalità del suo titolo imperiale. Stauracio fu costretto a nominare Michele come suo successore e di abdicare allo stesso tempo. L'abdicazione avvenne il 2 ottobre 811.
Stauracio e Teofano si ritirarono a vita monastica. Teofane riporta che Teofano fondò un proprio monastero. Il cronista lo nomina con il nome un po' curioso di "Ta Hebraïka", che in greco significa qualcosa che appartiene agli Ebrei o ai Giudei.